# Tehri Garhwal
Tehri Garhwal – jeden z trzynastu dystryktów indyjskiego stanu Uttarakhand. Znajduje się w dywizji Garhwal. Powierzchnia tego dystryktu wynosi 3796 km². Stolicą dystryktu jest miasto New Tehri. 

## Położenie
Na zachodzie graniczy z dystryktem Dehradun, od północy z Uttarkashi, od wschodu z dystryktem Rudraprayag, na południu graniczy z dystryktem Pauri Garhwal.